# Duraisamy Simon Lourdusamy
Duraisamy Simon Lourdusamy, né le 5 février 1924 à Kalleri en Inde et mort le 2 juin 2014 à Rome, est un cardinal indien, préfet émérite de la Congrégation pour les Églises orientales. 

## Biographie

### Prêtre
Duraisamy Simon Lourdusamy est ordonné prêtre le 21 décembre 1951. Il complète alors sa formation scientifique par un doctorat en droit canon obtenu à l'Université pontificale urbanienne à Rome.
Revenu dans son diocèse, il a exercé divers ministères. Il a en particulier été chancelier et secrétaire de l'évêque de Pondichéry, éditeur d'un magazine catholique et directeur de plusieurs institutions catholiques.

### Évêque
Nommé évêque auxiliaire de Bangalore, dans l'État du Karnataka, le 2 juillet 1962, il est consacré le 22 août suivant par Ambrose Rayappan (de) avec comme co-consécrateurs Rajarethinam Arokiasamy Sundaram (de) et Daniel Paul Arulswamy (de). Il devient archevêque coadjuteur le 9 novembre 1964, puis archevêque de ce même diocèse le 11 janvier 1968.
Le 18 avril 1969 est posée la première pierre pour la construction d'une église dédiée à la dévotion de l'Enfant Jésus de Prague, sous sa bénédiction.
Le 5 mars 1971, il est appelé à la Curie romaine comme secrétaire adjoint de le Congrégation pour l'évangélisation des peuples. Il est promu secrétaire de cette congrégation le 26 février 1973.

### Cardinal
Il est créé cardinal par le pape Jean-Paul II lors du consistoire du 25 mai 1985 avec le titre de cardinal-diacre de S. Maria delle Grazie alle Fornaci fuori Porta Cavalleggeri. Il est ainsi le premier cardinal d'origine Tamoule.
Il est nommé préfet de la Congrégation pour les Églises orientales le 30 octobre 1985. Il se retire de cette fonction à 67 ans, le 24 mai 1991. Il devient ensuite cardinal protodiacre le 5 avril 1993 et est élevé au rang de cardinal-prêtre le 29 janvier 1996.
Il perd sa qualité d'électeur en cas de conclave le jour de ses 80 ans le 5 février 2004, c'est pourquoi il ne participe pas aux conclaves de 2005 (élection de Benoît XVI) et de 2013 (élection de François).

## Succession apostolique
Duraisamy Simon Lourdusamy a ordonné les évêques suivants :
- Évêque Joseph Rajappa (de) (1967)
- Archevêque Joseph Kelanthara (de) (1971)
- Archevêque Cornelius Elanjikal (de) (1971)
- Archevêque Packiam Arokiaswamy (de) (1971)
- Évêque William Leonard D'Mello (de) (1977)
- Évêque Mathew Cheriankunnel, P.I.M.E. (1977)
- Archevêque Mariadas Kagithapu (de), M.S.F.S. (1977)
- Évêque John Mulagada (1977)
- Archevêque Michael Augustine (de) (1978)
- Archevêque Barthélémy Batantu (1979)
- Archevêque José Antonio Peteiro Freire (de), O.F.M. (1983)
- Archevêque Hubert Louis Marie Félix Michon (de) (1983)
- Évêque Edward Francis (de) (1987)
- Évêque Peter Remigius (de) (1990)
- Évêque Gabriel Lawrence Sengol (de) (1990)
- Archevêque Malayappan Chinnappa (de), S.D.B. (1994)
- Archevêque Antony Anandarayar (it) (1997)
- Évêque Joseph Anthony Irudayaraj (de), S.D.B. (1997)
- Évêque Devadass Ambrose Mariadoss (de) (1997)
- Évêque Antony Devotta (de) (2001)